# Dobson (rivière de Nouvelle-Zélande)
Pour les articles homonymes, voir Dobson.
La rivière Dobson  (en anglais : Dobson River) est un cours d’eau de la région de Canterbury dans l’Île du Sud de la Nouvelle-Zélande.

## Géographie
Elle s’écoule vers le sud entre la chaîne de Neumann Range  et la chaîne de Ben Ohau sur 45 km, de sa source à l’est du mont Hopkins, dans les Alpes du Sud, avant de rejoindre la rivière Hopkins, près de l'entrée de cette dernière dans l’extrémité nord du lac Ohau, dans la région du Bassin de Mackenzie 
La rivière s’écoule dans un lit de large galets, et ne présente pas de rapides ayant de l’intérêt pour les passionnés de kayak de rivière.

## Dénomination
Elle fut dénommée par Julius von Haast dans les années 1860 pour son beau-père, Edward Dobson, qui fut l’ingénieur de la Province de Canterbury (« Canterbury Provincial Engineer »).

## Loisirs
Le Department of Conservation (DoC) maintient en état le chemin de randonnée et plusieurs refuges dans la vallée de la rivière.
Deux des refuges sont accessibles aux véhicules type 4WD à Transmission intégrale , mais il n’y a pas de lien géographique direct avec les villes de la région de la West Coast et la ville de Dobson.